# جيري بالدوين
جيري بالدوين (بالإنجليزية: Jerry Baldwin)‏ هو رائد أعمال أمريكي، ولد في القرن العشرين.